# Mantegueria de la Central Lletera de Puigcerdà
La Mantegueria de la Central Lletera de Puigcerdà és una obra modernista de Puigcerdà (Baixa Cerdanya) inclosa a l'Inventari del Patrimoni Arquitectònic de Catalunya.

## Descripció
Interior del pis superior de la nau industrial, de tipus basilical, de la Central Lletera de Puigcerdà. Planta de nau única coberta amb vuit arcs parabòlics equilibrats, perfilats amb obra vista, amb cinc fileres de maons. La il·luminació prové de les obertures laterals que hi ha en el desnivell de la nau central en quedar aquest cos sobrealçat. La coberta és a dues vessants.

## Història
La primera junta de l'antiga Cooperativa Agropecuària Sali va tenir lloc l'any 1914. Aquesta obra es podria vincular amb el modernisme cooperatiu del Camp de Tarragona.